# Arbeitserziehungslager Langer Morgen

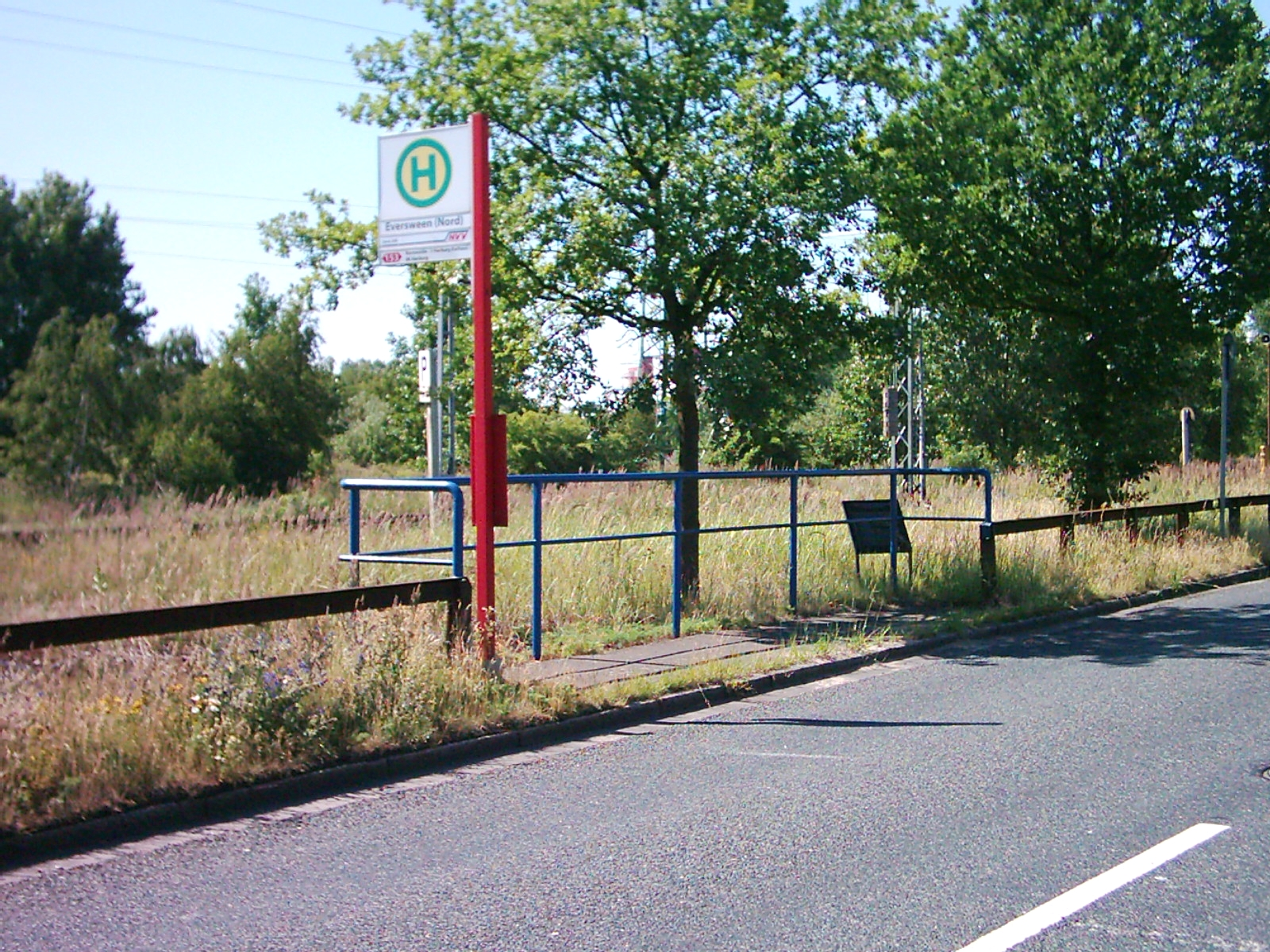
Nördlicher Eversween, nahe dem Gelände des ehemaligen Arbeitserziehungslagers Langer Morgen, Gedenktafel

Das Arbeitserziehungslager Langer Morgen bestand zwischen April 1943 und März 1945 am Blumensand auf der Hohen Schaar in Hamburg-Wilhelmsburg. Wie andere Arbeitserziehungslager (AEL) diente es der Disziplinierung von Arbeitskräften, insbesondere der seit 1941 verstärkt eingesetzten Zwangsarbeiter, und der öffentlichen Abschreckung. Die vorgeblich rechtliche Grundlage geht zurück auf mehrere Erlasse des Reichsführers SS Heinrich Himmler, insbesondere auf den so genannten Himmler-Erlass vom 28. Mai 1941. Es unterstand im Unterschied zu den Konzentrationslagern der regionalen Gestapoleitstelle (Staatspolizeileitstelle Hamburg).

## Lage und Einrichtung
Das Straflager wurde im nördlichen Teil der Elbinsel Hohe Schaar, südlich des Kalikais (Umschlag von Kalisalzen) an der Rethe, zwischen dem Blumensandhafen und dem Hafenbahnhof am Eversween angelegt. Den Namen hatte es von der dort gelegenen Straße Langer Morgen, die nach dem Krieg überbaut wurde. Die industrielle Erschließung des Gebiets erfolgte seit den 1930er Jahren, mit dem Bau der Hafenbahn und der Rethe-Hubbrücke (1934) bekam es Anschluss an die Hafen-Infrastruktur. Nach der Vereinnahmung Wilhelmsburgs 1937 durch das Groß-Hamburg-Gesetz sollten insbesondere die Rhenania-Ossag (Deutsche Shell) und weitere Mineralölwerke sowie der Rethespeicher für Getreideumschlag und -lagerung als kriegswichtige Produktionsstätten ausgebaut werden.
Im November 1941 hatten die Howaldtswerke AG, Schiffswerft und Maschinenfabrik am Blumensand bereits das Zwangsarbeiterlager Langer Morgen I für 960 ausländische Arbeitskräfte aufgebaut, ein weiteres Lager in direkter Nachbarschaft, genannt Langer Morgen II, mit 550 sowjetischen Männern, Frauen und Kindern, wurde durch die MAN-Motorenwerke der Howaldtswerke betrieben. Hinzu kam ein Kriegsgefangenenlager mit mindestens 240 Insassen, die von diversen Hafenbetrieben zur Zwangsarbeit eingesetzt wurden.
Das AEL Langer Morgen wurde mit vier Baracken und einer angegebenen Kapazitäten für 1.050 Gefangene eingerichtet, ab Sommer 1944 trennte man eine eigene Frauenabteilung ab. Bereits zum Aufbau des Lagers wurden Häftlinge herangezogen. Die Bewachung erfolgte durch SS-Angehörige.
Erster Lagerkommandant war Johannes Rode, der vormalige Leiter des Polizeigefängnisses Fuhlsbüttel. Ihm folgte ab 9. Mai 1944 Erich Oehmke, der im Oktober 1944 in dieser Funktion von Josef Sommerfeld abgelöst wurde.

## Arbeitserziehungshaft
Die Verhängung einer sogenannten Arbeitserziehungshaft erfolgte nicht durch ein Gerichtsurteil, sondern konnte kurzfristig bei „Nichterfüllung der Arbeitsnorm, Renitenz am Arbeitsplatz, fortgesetzter Verspätungen oder Betriebsbummelei“ durch Polizeianweisung der Gestapo angeordnet werden. Betriebe sahen es als vorteilhaft, unliebsame Arbeiter bei der lokalen Gestapoleitstelle zu melden, disziplinieren zu lassen und unter den Bedingungen der Arbeitserziehungshaft weiter einzusetzen. So gingen ihnen die raren Arbeitskräfte in Kriegszeiten nicht verloren. Vor allem ausländische Zwangsarbeiter, die von Vorarbeitern oder Firmenleitungen angezeigt wurden, aber auch „Einheimische“, die als widerständig galten, waren von der Inhaftierung betroffen. Als Willkürmaßnahme konnte sowohl bei dem Verdacht auf Sabotage wie bei abfälligen Äußerungen über das NS-Regime oder den Krieg die Einweisung verfügt werden. Die „Erziehungsmaßnahme“ war auf maximal acht Wochen beschränkt, der Haftzweck sollte durch „schwerste körperliche Arbeit“ erreicht werden, anschließend erfolgte die Selektion: der Gefangene wurde entweder zurück an seinen vorherigen Arbeitsplatz verwiesen oder, wenn der „Erziehungszweck“ als nicht erreicht galt, in das KZ Neuengamme überstellt. Zudem sind einige Fälle von Schutzhäftlingen bekannt, die über längere Zeiträume im AEL Langer Morgen inhaftiert waren.
Die Haftbedingungen galten als katastrophal, die Ernährung war unzureichend und Misshandlungen an der Tagesordnung. Bei den Arbeitseinsätzen wurde kaum zwischen Männer- und Frauenarbeit unterschieden, für Schiffsentladungen, zum Schieben der Loren und insbesondere für Aufräumarbeiten nach Bombenangriffen wurden Frauen wie Männer gleichermaßen herangezogen. Die umliegenden Betriebe konnten die günstigen Arbeitskräfte anfordern. Eingesetzt wurden sie insbesondere durch folgenden Hafenbetriebe:
- Blohm & Voss KG, Schiffbau
- Howaldtswerke AG, sowohl auf der Schiffswerft wie in der MAN-Maschinenfabrik
- H.C. Stülcken Sohn, Schiffswerft, Maschinenfabrik und Kesselschmiede
- Deutsche Erdöl-AG, Erdölwerke Wilhelmsburg
- Rhenania Ossag Mineralölwerke AG (Deutsche Shell)
- Oelwerke Julius Schindler GmbH (heute H&R AG)
- Hamburgische Electricitäts-Werke AG (HEW)
- Amt für Strom und Hafenbau

## Opfer und Gedenken

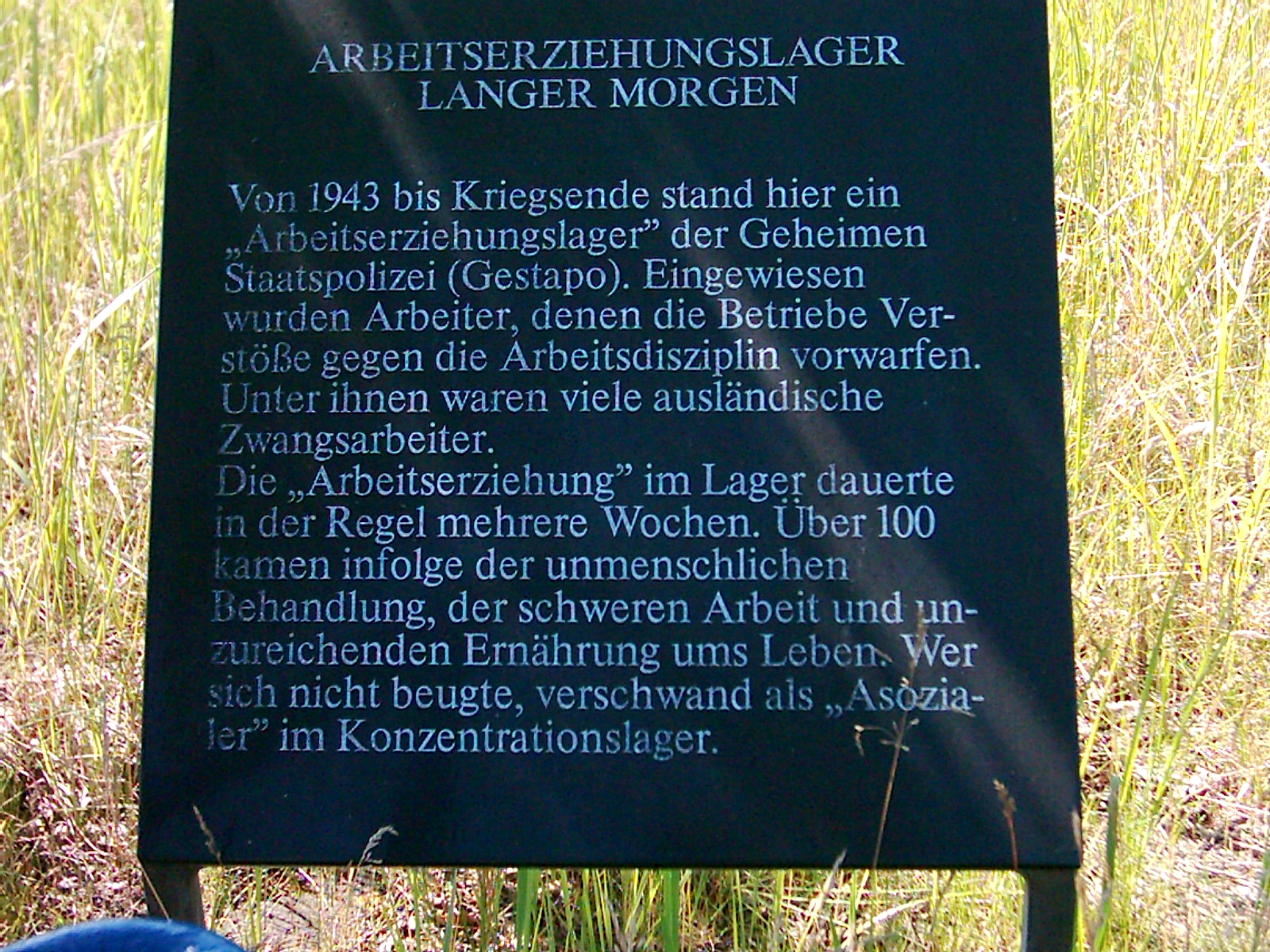
Gedenktafel

Weder die Gesamtzahl derjenigen, die zwischen 1943 und 1945 eingesessen hatten, noch die Opferzahl sind bekannt, da ein großer Teil der Aufzeichnungen vernichtet wurde. Für den Dezember 1944 / Januar 1945 lassen sich 653 Häftlinge, davon 278 Frauen nachweisen, da für diese Zeit Dysenterie- (Ruhr) und Flecktyphus-Erkrankungen aktenkundig gemacht wurden.
Bekannt ist eine Massenexekution Anfang August 1943, nach den schweren Bombenangriffen auf Hamburg durch die Operation Gomorrha. Mit der Anschuldigung des „Aufbaus einer Sabotage-Organisation“ sowie „Plünderung unter Ausnutzung der Kriegsverhältnisse“ wurden 150 Häftlinge aus dem AEL Langer Morgen zusammen mit 20 Zwangsarbeitern aus dem Lager Lederstraße in Eidelstedt auf dem Winsberg beim Altonaer Volkspark hingerichtet.
In der Nacht vom 22. auf den 23. März 1945 wurde das Lager bei einem Luftangriff vollständig zerstört, es starben mindestens 90 Insassen. Für die Häftlinge gab es keine Unterkünfte in Bunkeranlagen. Die Überlebenden wurden in die Gefängnisse Fuhlsbüttel und Holstenglacis gebracht.
Wegen der abgelegenen Lage im Hafen und der nur spärlich vorhandenen Quellen wird die Geschichte dieses Ortes, bis auf regelmäßige Hinweise der KZ-Gedenkstätte Neuengamme, wenig beachtet. Im Jahr 2000 wurde im Rahmen des Hamburger Tafelprogramms am Hafenbahnhof Hohe Schaar eine Gedenktafel angebracht. Mit der Biografie-Forschung zu den Stolpersteinen sind einige Einzelschicksale, die mit dem AEL Langer Morgen in Zusammenhang stehen, veröffentlicht worden.

## Einzelschicksale

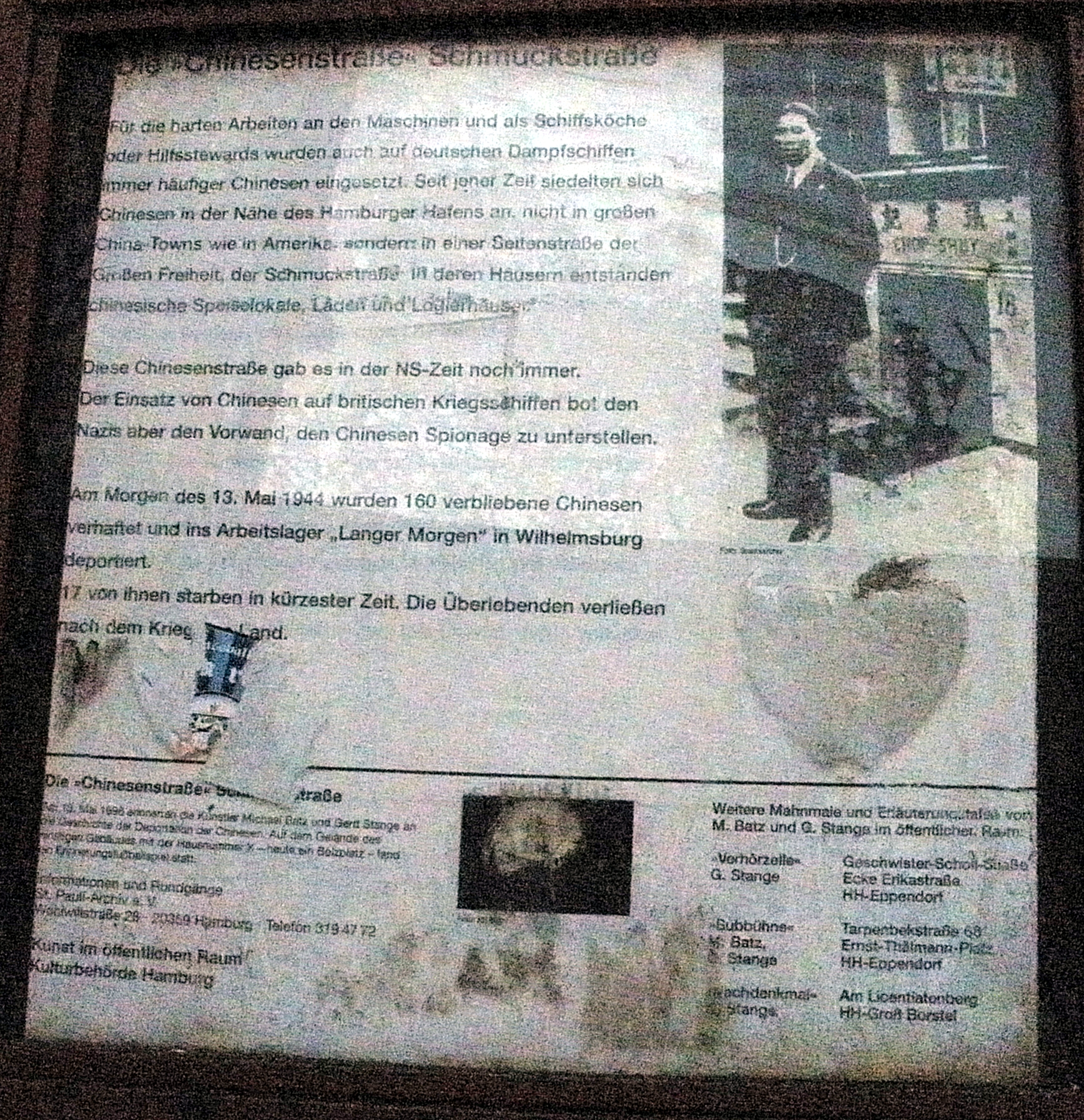
Gedenktafel an die Chinesenaktion in der Schmuckstraße, St. Pauli (2011)

- Am 13. Mai 1944 wurden in St. Pauli im Rahmen einer sogenannten Chinesenaktion 130 dort ansässige Chinesen verhaftet, 60 bis 80 von ihnen kamen in das AEL Langer Morgen, 17 starben während der Haft, unter ihnen Liang Wong (1904–1945). Er wurde auf dem Gräberfeld Opfer verschiedener Nationen des Ohlsdorfer Friedhofs beerdigt.[6]
- Wilhelm Buchholz (1888–1945), Möbeltischlermeister aus Neuenfelde, Altes Land, wurde am 12. Februar 1945 im AEL Langer Morgen von Gestapo-Beamten erschlagen. Eingeliefert wurde er, weil er sich der Kriegsproduktion verweigerte und bei Festumzügen nicht die Hakenkreuzfahne hisste. Am 24. Juni 2009 wurde für ihn in Neuenfelde ein Stolperstein verlegt.[7]
- Frieda Fischer (1899–1945), Arbeiterin aus Hamburg; sie weigerte sich, in einer Munitionsfabrik zu arbeiten. Sie starb am 20. März 1945 im AEL Langer Morgen.[8]
- Willi Häußler (1907–1945), Mitglied der SPD, aktiv im Widerstand des Reichsbanner, im Juni 1936 verhaftet und zu sechs Jahren Zuchthaus verurteilt. Nach Ablauf der Haftzeit in Schutzhaft genommen und im April 1943 in ein Arbeitskommando zum Aufbau des Arbeitslagers Langer Morgen versetzt. Er blieb in diesem Lager langfristig inhaftiert und starb bei den Bombenangriffen auf das Lager im März 1945.[9]
- Emma Quest (1881–1957), Mitglied der KPD und der Widerstandsgruppe Abschnittsleitung Nord (ALN), 1941 von der Gestapo verhaftet. Sie war nach der Entlassung aus dem Arbeitserziehungslager schwer krank und starb 1957 an den Folgen. Zu ihrem Gedenken wurde am 26. Oktober 2003 ein Stolperstein verlegt.
- Gertrud Rast (1897–1993), Journalistin und Politikerin (KPD). Das Arbeitserziehungslager Wilhelmsburg wurde erstmals in einem Erinnerungsbericht einer ehemaligen Gefangenen des Lagers, Gertrud Rast, aus dem Jahre 1972 genannt.[10]